# ميخائيل ديلانو
ميخائيل ديلانو (بالإنجليزية: Michael Delano)‏ هو ممثل أمريكي، ولد في 26 نوفمبر 1940 في نيويورك في الولايات المتحدة.

## وصلات خارجية
- ميخائيل ديلانو على موقع IMDb (الإنجليزية)
- ميخائيل ديلانو على موقع ألو سيني (الفرنسية)
- ميخائيل ديلانو على موقع قاعدة بيانات الأفلام السويدية (السويدية)
- ميخائيل ديلانو على موقع قاعدة بيانات الفيلم (الإنجليزية)
- ميخائيل ديلانو على موقع كينوبويسك (الروسية)